# Joseph Everard Harris
Joseph Everard Harris (Arouca, 19 marzo 1942) è un arcivescovo cattolico trinidadiano, dal 19 ottobre 2017 arcivescovo emerito di Porto di Spagna.

## Biografia
Joseph Harris è nato il 19 marzo 1942 ad Arouca, nella regione di Tunapuna-Piarco, nello stato di Trinidad e Tobago.

### Formazione e ministero sacerdotale
Nel 1969 è stato accolto nel noviziato dei Padri Spiritani a Québec, in Canada. Dopo il noviziato, ha emesso i voti temporanei ed è stato inviato in Irlanda, per studiare filosofia a Dublino. Tornato in patria, ha poi studiato teologia allo Holy Ghost Missionary College e al Seminario di San Giovanni Maria Vianney e dei Martiri Ugandesi.
Ha emesso i voti perpetui il 3 novembre 1967 ed è stato ordinato sacerdote il 14 luglio 1968.
È stato quindi inviato in Paraguay come missionario e nel 1984 si è recato negli Stati Uniti per completare gli studi, laureandosi in "Church Administration" allo Chicago Theological Union nel 1991. Nel 2003 si è recato a Ottawa per gli studi di diritto canonico, ottenendo la licenza nel 2005.

### Ministero episcopale
L'8 luglio 2011 papa Benedetto XVI lo ha nominato arcivescovo coadiutore di Porto di Spagna. Ha ricevuto l'ordinazione episcopale Il 14 settembre 2011 nella cattedrale dell'Immacolata Concezione di Maria Vergine dall'arcivescovo suo predecessore Edward Joseph Gilbert, C.SS.R..
Il 26 dicembre 2011 è succeduto al governo dell'arcidiocesi. Ha ricevuto il pallio il 29 giugno 2012.
Il 19 ottobre 2017 si è ritirato per raggiunti limiti di età.

## Genealogia episcopale e successione apostolica
La genealogia episcopale è:
- Patriarca Youhanna Boutros Bawwab el-Safrawi
- Patriarca Jirjis Rizqallah
- Patriarca Stefano Douayhy
- Patriarca Yaaqoub Boutros Awwad
- Patriarca Semaan Boutros Awwad
- Patriarca Youssef Boutros Estephan
- Patriarca Youhanna Boutros Helou
- Patriarca Youssef Boutros Hobaish
- Patriarca Boulos Boutros Massaad
- Patriarca Elias Boutros Hoayek
- Patriarca Antoun Boutros Arida
- Cardinale Antoine Pierre Khoraiche
- Arcivescovo Paul Fouad Naïm Tabet
- Cardinale Kelvin Edward Felix
- Arcivescovo Edward Joseph Gilbert, C.SS.R.
- Arcivescovo Joseph Everard Harris

La successione apostolica è:
- Arcivescovo Charles Jason Gordon (2011)
- Vescovo Robert Anthony Llanos (2013)
- Vescovo Gerard Maximin County, C.S.Sp. (2016)